# トマス・E・モーガン
トマス・エルズワース・モーガン（1906年10月13日 - 1995年7月31日）は、ペンシルベニア州選出のアメリカ合衆国下院議員。民主党所属。
エルズワースにて出生。1930年にウェインズバーグ大学を、1933年にウェイン州立大学（ミシガン州デトロイト）を、また1934年にデトロイト医科大学を卒業。1935年にフレデリクスタウンにて内科と外科の業務を始めた。
民主党員として国政選挙に出馬し、第79議会以降16期連続で議員を務めた（1945年1月3日 - 1977年1月3日）。下院外交委員会委員長（第86議会 - 第93議会）、下院国際関係委員会委員長（第94議会）を歴任。1976年の選挙では候補者指名を受けられなかった。